# Canton de la Motte-Servolex
Le canton de la Motte-Servolex est une circonscription électorale française située dans le département de la Savoie et la région Auvergne-Rhône-Alpes.

## Histoire
Dans le cadre du redécoupage cantonal de 2014, le canton de la Motte-Servolex s'agrandit en fusionnant avec une partie du canton d'Aix-les-Bains-Sud situé plus à l'est. Le nouveau canton remplace définitivement les anciens cantons à compter des élections départementales de 2015.

## Représentation

### Conseillers généraux (1861-2015)
| Période                                  | Période          | Identité                     | Étiquette   | Qualité |
| ---------------------------------------- | ---------------- | ---------------------------- | ----------- | --- |
| 1861                                     | 1871             | Gustave de Martinel          |             | Propriétaire Ancien député de Savoie au Parlement sarde (1848-1863) |
| 1871                                     | 1878 (démission) | François Frumy               | Républicain | Juge de paix à Chambéry |
| 1878                                     | 1879 (décès)     | Félix Forest                 |             | Ancien maire de Cognin |
| 1879                                     | 1890 (décès)     | Nicolas Parent               | Républicain | Avocat Député (1876-1880), Sénateur (1880-1890) Président du Conseil général (1886-1890) |
| 1890                                     | 1901             | Joseph Bal                   | Républicain | Tanneur à Chambéry |
| 1901                                     | 1905 (décès)     | Victor Roché                 | Rad.        | Négociant à Chambéry |
| 1905                                     | 1911 (démission) | Claude Chambon               | Rad.        | Avocat à Aix-les-Bains Député (1900-1910) |
| 1911                                     | 1925             | Humbert Richard              | URD         | Avocat à Chambéry Maire de La Motte-Servolex Député (1919-1924) |
| 1925                                     | 1937             | Louis Champenois (1871-1946) | Rad.        | Industriel - Maire de Cognin, conseiller d'arrondissement |
| 1937                                     | 1940             | Pierre de La Gontrie         | Rad.        | Avocat à Chambéry |
|                                          |                  |                              |             | |
| 1945                                     | 1951             | Pierre de La Gontrie         | Rad.        | Avocat Conseiller municipal de Chambéry (1945-1947) Président du Conseil Général (1945-1951) Sénateur (1948-1968) Maire de Saint-Bon-Tarentaise (1959-1968)                                             |
| 1951                                     | 1958             | Lucien Biset (1913-1982)     | CNIP        | Maire de Viviers-du-Lac |
| 1958                                     | 1965 (démission) | Jean Cabaud (1903-1986)      | DVD         | Maire de La Motte-Servolex (1945-1965) |
| 5 octobre 1965                           | 1976             | Jacques Hochard              | CD puis DVD | Directeur de la CAF de Savoie Conseiller régional Maire de La Motte-Servolex (1965-1986) |
| 1976                                     | 1982             | Pierre Benattar              | PS          | Professeur |
| 1982                                     | 1994             | Jacques Hochard              | UDF         | Maire de La Motte-Servolex (1965-1986) |
| 1994                                     | 2001             | Jean Germain                 | UDF         | Ingénieur horticole et agronome retraité Maire de La Motte-Servolex (1986-2001) |
| 2001                                     | 2008             | Jean-Noël Parpillon          | DVG         | Cadre administratif Conseiller municipal de La Motte-Servolex |
| 2008                                     | 2015             | Jean-Pierre Vial             | UMP         | Avocat Sénateur (1995-1997 et depuis 1999) Président du Conseil Général (2004-2008) Maire des Échelles (1983-1995) Maire du Bourget-du-Lac (1995-2001) Ancien conseiller général du canton des Échelles |
| Les données manquantes sont à compléter. |                  |                              |             | |

### Conseillers d'arrondissement (de 1861 à 1940)
| Période                                  | Période      | Identité                          | Étiquette | Qualité |
| ---------------------------------------- | ------------ | --------------------------------- | --------- | --- |
| 1861                                     |              | Pierre Tochon (1819-1892)         |           | Agronome, viticulteur, liquidateur judiciaire à La Motte-Servolex                                           |
|                                          |              |                                   |           | |
| 1871                                     |              | Joseph Esprit Lathoud (1811-1891) |           | Propriétaire, maire du Bourget                                                                              |
|                                          |              |                                   |           | |
| 1889                                     | 1890 (décès) | Louis Dumas (1860-1890)           |           | Tanneur à Cognin                                                                                            |
|                                          |              |                                   |           | |
| 1910                                     | 1925         | Louis Champenois                  | Radical   | Industriel à Cognin, Président du Conseil d'arrondissement                                                  |
| 1925                                     | 1934         | Eugène Decroux (1872-1957)        | Radical   | Industriel à La Motte-Servolex                                                                              |
| 1934                                     | 1940         | Jean Martin                       | Modéré    | Agriculteur à Bissy                                                                                         |
| 1940                                     |              |                                   |           | Les conseils d'arrondissement ont été suspendus par la loi du 12 octobre 1940 et n'ont jamais été réactivés |
| Les données manquantes sont à compléter. |              |                                   |           | |

### Conseillers départementaux (à partir de 2015)
| Période élective | Période élective | Mandat | Mandat   | Identité          | Nuance | Nuance | Qualité |
| ---------------- | ---------------- | ------ | -------- | ----------------- | ------ | ------ | --- |
| 2015             | 2021             | 2015   | 2021     | Luc Berthoud      |        | LR     | Permanent politique Maire de La Motte-Servolex Président de la Première commission (Finances, ressources et moyens) |
| 2015             | 2021             | 2015   | 2021     | Nathalie Fontaine |        | LR     | Enseignante Première adjointe au maire de Méry (maire depuis 2020)                                                  |
| 2021             | 2028             | 2021   | en cours | Luc Berthoud      |        | DVD    | Conseiller sortant, 9ème Vice-Président                                                                             |
| 2021             | 2028             | 2021   | en cours | Nathalie Fontaine |        | DVD    | Conseillère sortante, 8ème Vice-Présidente                                                                          |

### Résultats détaillés

#### Élections de mars 2015
À l'issue du 1er tour des élections départementales de 2015, deux binômes sont en ballotage : Luc Berthoud et Nathalie Fontaine (UMP, 45,18 %) et Anne Faux-Girard et Jean-Baptiste Peylin (FN, 23,74 %). Le taux de participation est de 54,1 % (9 649 votants sur 17 836 inscrits) contre 48,82 % au niveau départemental et 50,17 % au niveau national.
Au second tour, Luc Berthoud et Nathalie Fontaine (UMP) sont élus avec 74,32 % des suffrages exprimés et un taux de participation de 51,96 % (6 215 voix pour 9 268 votants et 17 837 inscrits).

#### Élections de juin 2021
Le premier tour des élections départementales de 2021 est marqué par un très faible taux de participation (33,26 % au niveau national). Dans le canton de la Motte-Servolex, ce taux de participation est de 34,03 % (6 497 votants sur 19 091 inscrits) contre 33,57 % au niveau départemental. À l'issue de ce premier tour,  le binôme constitué de Luc Berthoud et Nathalie Fontaine (DVD , 83 %), est élu avec 83 % des suffrages exprimés.

## Composition

### Composition avant 2015
Le canton de la Motte-Servolex regroupait quatre communes.
| Nom                           | Code Insee | Codepostal | Superficie (km2) | Population (dernière pop. légale) | Densité (hab./km2) |
| ----------------------------- | ---------- | ---------- | ---------------- | --------------------------------- | ------------------ |
| La Motte-Servolex (chef-lieu) | 73179      | 73290      | 29,85            | 11 452 (2012)                     | 384                |
| La Chapelle-du-Mont-du-Chat   | 73076      | 73370      | 7,08             | 250 (2012)                        | 35                 |
| Bourdeau                      | 73050      | 73370      | 4,83             | 562 (2012)                        | 116                |
| Le Bourget-du-Lac             | 73051      | 73370      | 20,05            | 4 489 (2012)                      | 224                |

### Composition depuis 2015
Le canton de la Motte-Servolex comprend désormais huit communes entières.
| Nom                                       | Code Insee | Intercommunalité  | Superficie (km2) | Population (dernière pop. légale) | Densité (hab./km2) | Modifier                                    |
| ----------------------------------------- | ---------- | ----------------- | ---------------- | --------------------------------- | ------------------ | ------------------------------------------- |
| La Motte-Servolex (bureau centralisateur) | 73179      | CA Grand Chambéry | 29,85            | 12 167 (2022)                     | 408                | modifier les données · modifier les données |
| Bourdeau                                  | 73050      | CA Grand Lac      | 4,83             | 579 (2022)                        | 120                | modifier les données · modifier les données |
| Le Bourget-du-Lac                         | 73051      | CA Grand Lac      | 20,05            | 5 077 (2022)                      | 253                | modifier les données · modifier les données |
| La Chapelle-du-Mont-du-Chat               | 73076      | CA Grand Lac      | 7,08             | 267 (2022)                        | 38                 | modifier les données · modifier les données |
| Drumettaz-Clarafond                       | 73103      | CA Grand Lac      | 11,38            | 3 016 (2022)                      | 265                | modifier les données · modifier les données |
| Méry                                      | 73155      | CA Grand Lac      | 9,07             | 2 143 (2022)                      | 236                | modifier les données · modifier les données |
| Viviers-du-Lac                            | 73328      | CA Grand Lac      | 3,94             | 2 282 (2022)                      | 579                | modifier les données · modifier les données |
| Voglans                                   | 73329      | CA Grand Lac      | 4,62             | 1 998 (2022)                      | 432                | modifier les données · modifier les données |
| Canton de la Motte-Servolex               | 7312       |                   | 90,82            | 27 529 (2022)                     | 303                | modifier les données                        |

## Démographie

### Démographie avant 2015
| 1962  | 1968  | 1975  | 1982  | 1990   | 1999   | 2006   | 2011   | 2012   |
| ----- | ----- | ----- | ----- | ------ | ------ | ------ | ------ | ------ |
| 4 489 | 5 437 | 7 481 | 9 745 | 12 740 | 15 426 | 16 566 | 16 587 | 16 753 |

### Démographie depuis 2015
En 2022, le canton comptait 27 529 habitants, en évolution de +7,17 % par rapport à 2016 (Savoie : +3,63 %, France hors Mayotte : +2,11 %).
| 2013   | 2018   | 2022   |
| ------ | ------ | ------ |
| 25 001 | 26 696 | 27 529 |